# Gasterocome pannosaria
Gasterocome pannosaria är en fjärilsart som beskrevs av Moore 1867. Gasterocome pannosaria ingår i släktet Gasterocome och familjen mätare. Inga underarter finns listade i Catalogue of Life.